# 高木昌史
高木 昌史（たかぎ まさふみ、1944年11月 - ）は、日本のドイツ文学者、成城大学名誉教授。グリム兄弟、伝承文学などが専門。

## 経歴
1944年、満州国鞍山生まれ。1968年、千葉大学独文科卒。1975年、東京都立大学 (1949-2011)大学院博士課程満期退学、國學院大学文学部専任講師、1978年助教授、1987年教授、2001年成城大学文芸学部教授。2015年定年退職。2024年、瑞宝中綬章受章。

## 著書
- グリム童話を読む事典 三交社 2002.2
- 柳田國男とヨーロッパ 口承文芸の東西 三交社 2006.3。編著
- ヘルダーリンと現代 青土社 2014.10
- グリム童話と日本昔話 比較民話の世界 三弥井書店 2015.11

## 翻訳
- 昔話と伝説 物語文学の二つの基本形式 マックス・リューティ 高木万里子共訳 法政大学出版局 1995.9 (叢書・ウニベルシタス)
- カトリック教会と性の歴史 ウタ・ランケーハイネマン 三交社 1996.10
- 天使 浮揚と飛行の共同幻想 ユッタ・シュトレーター=ベンダー 青土社 1996.10 (「叢書」象徴のラビリンス)
- メルヘンへの誘い マックス・リューティ 法政大学出版局 1997.7 (叢書・ウニベルシタス)
- 庭園の歓び 詞華による西欧庭園文化散策 三交社 1998.4
- 世界文学の文献学 エーリヒ・アウエルバッハ 岡部仁・松田治共訳 みすず書房 1998.9
- グリム兄弟 生涯・作品・時代 ガブリエーレ・ザイツ 高木万里子共訳 青土社 1999.3
- 民間伝承と創作文学 人間像・主題設定・形式努力 マックス・リューティ 法政大学出版局 2001.11 (叢書・ウニベルシタス)
- ゲーテと歩くイタリア美術紀行 ゲーテ、ヤーコプ・ブルクハルト 青土社 2003.1
- ゲーテ美術論集成 青土社 2004.9
- 美のチチェローネ イタリア美術案内 ヤーコプ・ブルクハルト 青土社 2005.11
- ゲーテと読む世界文学 J.W.フォン・ゲーテ 青土社 2006.10
- グリム兄弟メルヘン論集 高木万里子共編訳 法政大学出版局 2008.7 (叢書・ウニベルシタス)
- 世紀末芸術論 リルケ・ジンメル・ホフマンスタール 青土社 2008.11
- アドルノ文学ノート 2  みすず書房 2009.9

三光長治・圓子修平・恒川隆男・竹峰義和・前田良三・杉橋陽一共訳

## 参考
- 著書の紹介文および J-GLOBAL